# Финикс Райзинг
«Финикс Райзинг» (англ. Phoenix Rising FC) — американский профессиональный футбольный клуб из города Финикс, штата Аризона. Был основан в 2014 году и изначально назывался «Аризона Юнайтед», на данный момент выступает в Чемпионшипе ЮСЛ, второй по уровню футбольной лиге США.

## История
О создании нового клуба «Аризона Юнайтед» было объявлено 13 марта 2014 года, он должен был заменить расформированный «Финикс». Первый сезон новой команды прошёл в 2014 году, тогда «Аризона Юнайтед» заняла девятое место в таблице ЮСЛ. В 2015 и 2016 годах команда не вышла в плей-офф, заняв десятое и тринадцатое места. 31 августа 2016 года контрольный пакет акций клуба был выкуплен инвестиционной группой. Позднее было объявлено о ребрендинге команды, у неё появилось новое название — «Финикс Райзинг», а также новая эмблема. Перед своим первым сезоном с новым названием клуб укрепил состав, в команду перешли такие игроки как Омар Браво, Шон Райт-Филлипс и Дидье Дрогба, последний также стал и одним из совладельцев «Финикс Райзинг».